# Silene heuffelii
Silene heuffelii är en nejlikväxtart som beskrevs av Soó. Silene heuffelii ingår i släktet glimmar, och familjen nejlikväxter. Inga underarter finns listade i Catalogue of Life.